# Meishan
Meishan (chiń. 眉山; pinyin Méishān) – miasto o statusie prefektury miejskiej w Chinach, w prowincji Syczuan.
Prefektura miejska w 1999 roku liczyła 3 386 315 mieszkańców.
W Meishan (dawniej Meizhou, 眉州) urodził się Su Shi – poeta, prozaik i polityk z czasów dynastii Song.

## Podział administracyjny
Prefektura miejska Meishan podzielona jest na:
- dzielnicę: Dongpo,
- 5 powiatów: Renshou, Pengshan, Hongya, Danleng, Qingshen,